# Maison Gambier
La Maison Gambier est une fabrique  de pipes en terre, située à Givet, fondée à la fin du  XVIIIe siècle et fermée dans la première moitié du XXe siècle.
Elle se disait la plus importante fabrique de pipe du monde. Elle l’a été sans doute quelques décennies pour la  fabrication de pipes en terre, avant de subir les imitations de ses modèles, puis la concurrence de la pipe en bois, et de la cigarette. Certains procédés de ses concurrents, jouant de similitude entre les noms, ont donné lieu à contestations devant les tribunaux, durant le Second Empire, créant une jurisprudence sur les noms commerciaux et noms patronymiques.

## Histoire de l’entreprise
En 1780, Jean Gambier, originaire de Dieppe, s'installe à Givet et y fabrique des pipes, copies de modèles hollandais. En 1817, son fils Joseph lui succède. Les premières pipes avec des fourneaux en forme de têtes apparaissent. Minervin  Hasslauer rachète l'atelier en 1835. Il donne un nouvel élan à cette affaire en acquérant les terrains d'une autre piperie de Givet, de Behr, en 1836 et en y installant l'entreprise dans des locaux plus vastes. En 1846, il  ouvre des bureaux de vente parisiens. En 1848, l'entreprise publie son premier catalogue. Elle obtient une médaille d'or à Paris à l'Exposition nationale de 1849. Un bureau est ouvert à Londres en 1860 (qui fermera en 1896),. Et l'usine mitoyenne d'un concurrent givetois, Blanc Garin, est rachetée en 1867, permettant une nouvelle expansion. En 1868, 600 ouvriers travaillent dans les ateliers Gambier à Givet. Les pipes Gambier sont alors les plus répandues en France.
La guerre franco-allemande de 1870 provoque un arrêt temporaire de la production. Et durant la Troisième République, la concurrence se renforce, copiant Gambier pour certaines entreprises ou au contraire mettant en avant de nouveaux produits telle la pipe en bois. L'usage de la cigarette et des petits cigares se développent également. L'effectif se tasse au sein de la Maison Gambier : 550 ouvriers en 1875, 410 en 1880, 216 en 1900.
En 1890, la maison Gambier achète une piperie à Lyon, la maison Noël Frères. Le 4 mars 1908, peu après le décès de la veuve Hasslauer, la société est dissoute et reconstituée avec un statut de société anonyme. Mais l'effectif continue à se réduire et n'est plus que de 102 ouvriers en 1909.
Avec le déclenchement de la Première Guerre mondiale, la production s'arrête. Les Ardennes sont rapidement occupées et Givet le reste jusqu'à la fin du conflit. Les allemands transforment les ateliers en hôpital de campagne. L'activité reprend au début des années 1920 mais il ne subsiste en 1923 qu'une quarantaine d'ouvriers. En 1928, c'est la fermeture définitive de l'activité de fabrication de pipes et la liquidation de la société. Curieusement, après la fermeture, un contremaître qui ne peut s'y résoudre entretient dans les locaux une petite activité pendant quelques années. Et à côté de la piperie, une fabrication de carreaux de revêtements, utilisant la même matière première, se maintient elle aussi y compris après la Seconde Guerre mondiale.
De 1850 à 1926, la production totale est estimée à deux milliards de pipes.

## Localisation
Les locaux emménagés à partir de 1836 se situent 17-19 rue André Bouzy. Vers 1850, un bâtiment à deux étages y est construit, la Nouvelle Usine, avec des façades sur rue en moellon calcaire à chaînage en pierre de taille, et les autres façades en briques. Le site a été transformé en lycée et collège Vauban, avec adjonction de bâtiments plus récents. À proximité, une construction en grande partie détruite, disparaissant dans la végétation, et non incluse dans le périmètre de l'établissement scolaire actuel, correspondait aux fours. Un autre édifice lui est accolé, correspondant à un atelier annexe, en brique à étage carré, et des combles  couvertes de tuiles mécaniques..

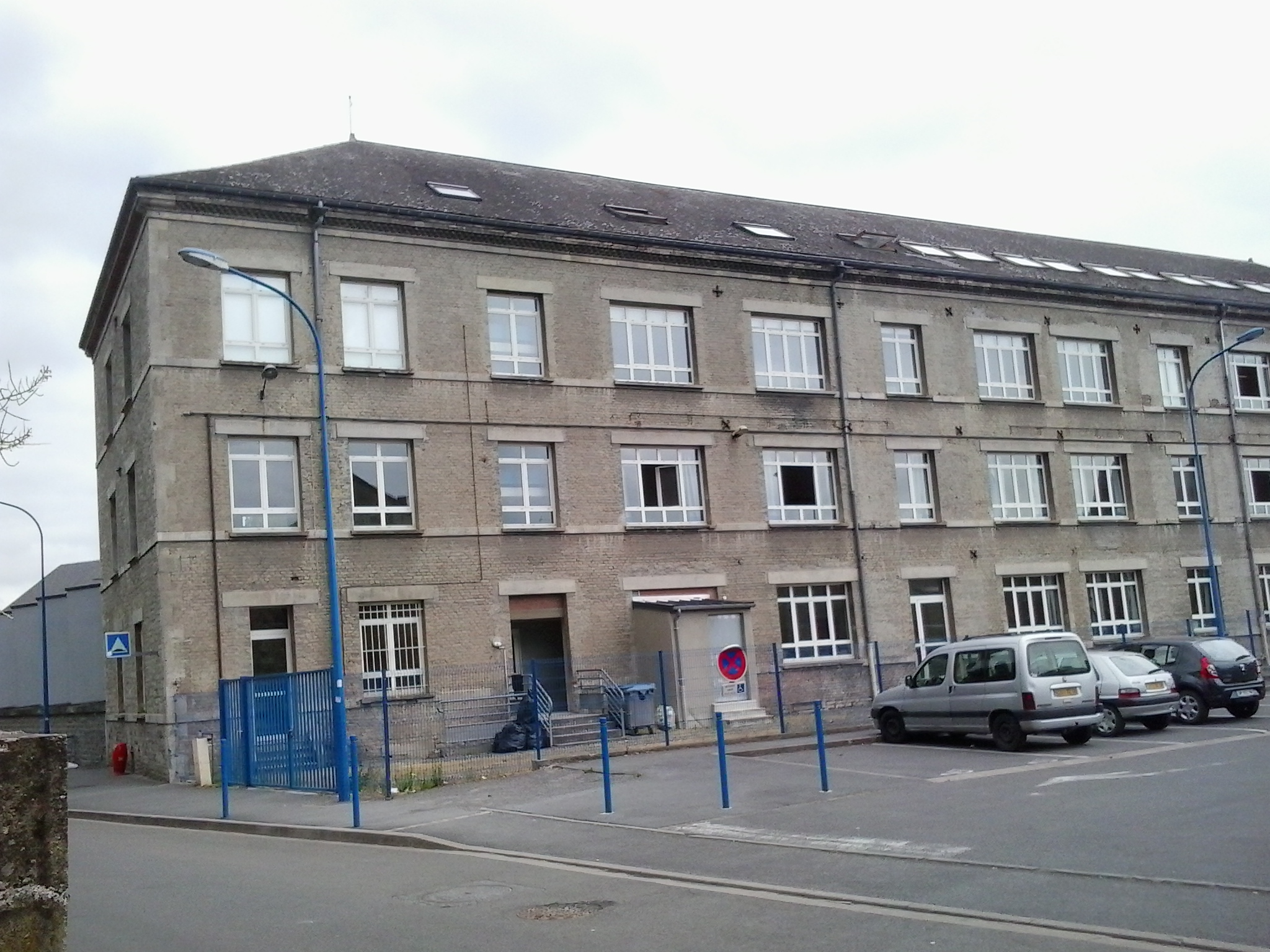
La Nouvelle Usine transformée en collège
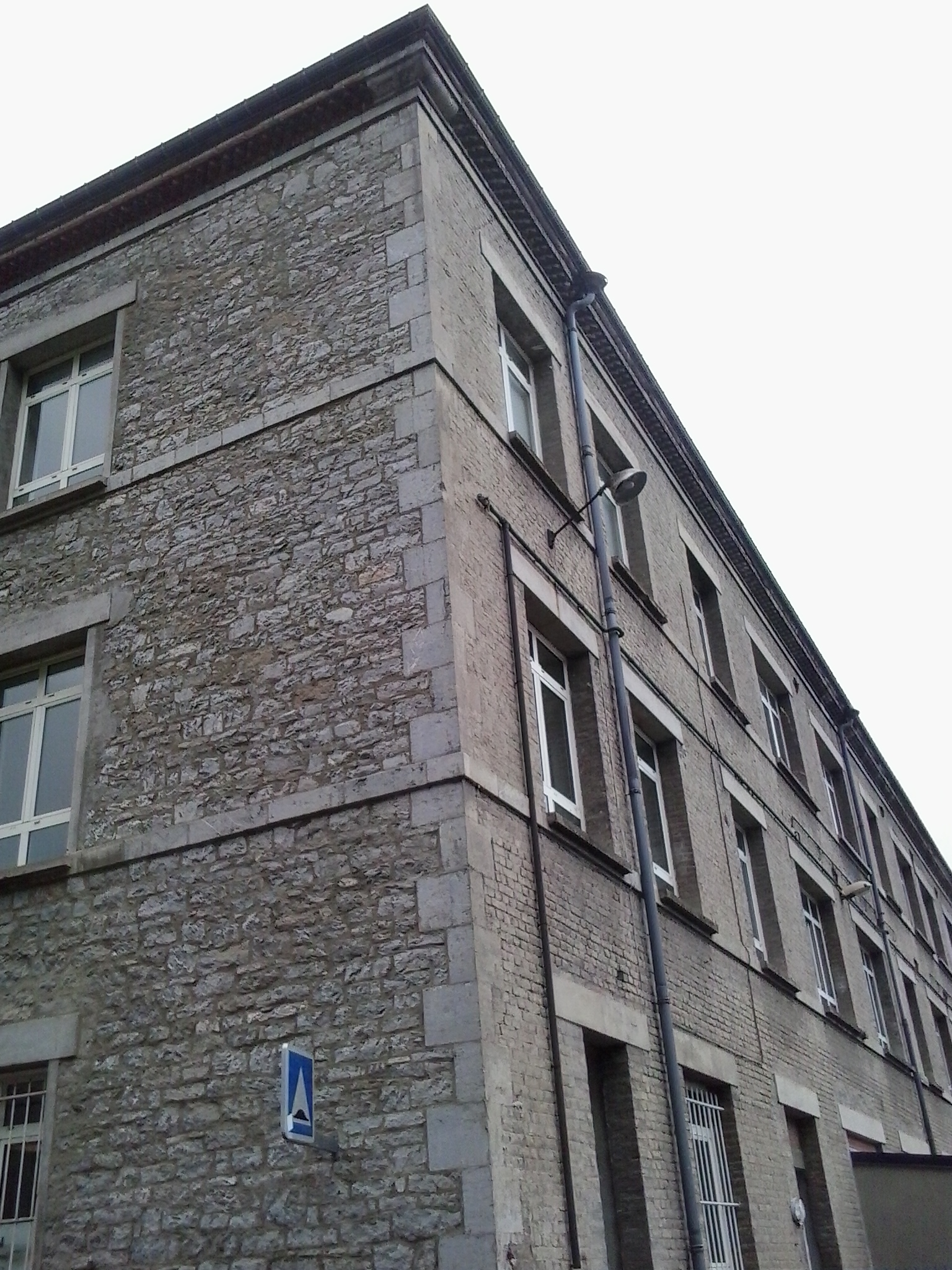
Façade sur rue en moellon et autre façade en briques
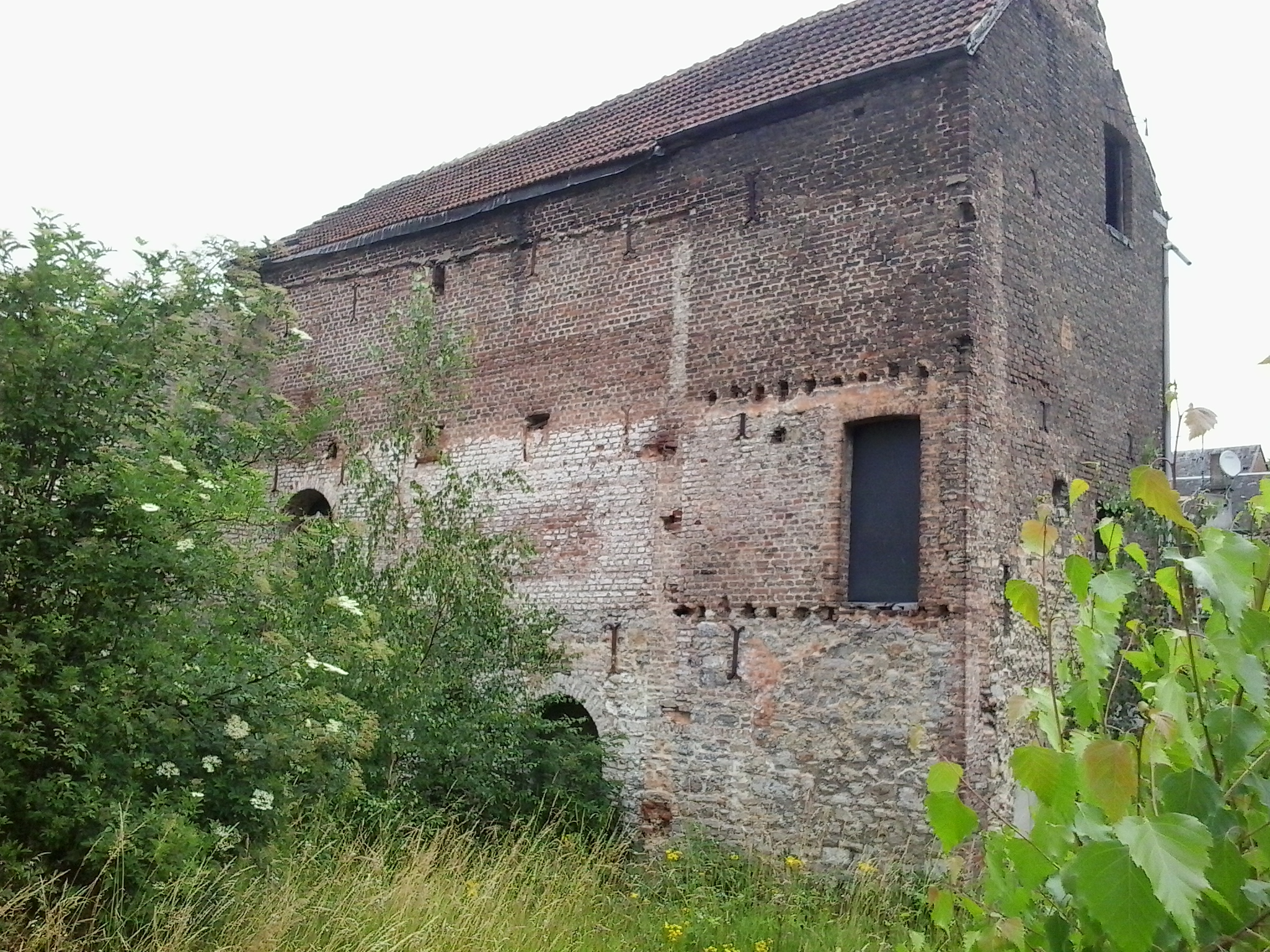
Édifice accolé aux restes du four

## Matière première: terre

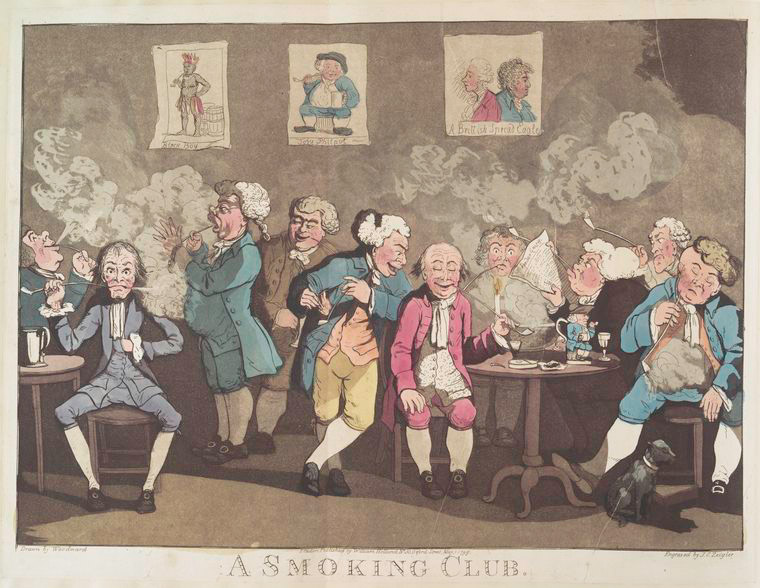
Club de fumeurs, illustration extraite de l'ouvrage de Frederick William Fairholt : Tobacco, its History and Associations.

La terre utilisée était déterminante dans la qualité de la pipe, son aspect et la facilité avec laquelle elle se culottait. La maison Gambier utilisait de la derle, une argile plastique, grasse, de couleur grise, d'une porosité permettant d'absorber les matières empyreumatiques de la fumée. Cette terre à pipe devenait blanche après la cuisson. Elle était essentiellement composée d'alumine et de silice, et devait être peu chargée en oxyde de fer (qui aurait pu provoquer des taches de rouille après cuisson) et en fondants alcalins sableux (risque de grésification et de manque de porosité). Le pipier testait sa terre avant le passage en four en en mâchant un échantillon. La maison Gambier mettait en avant dans ses catalogues ou publicités différentes qualités de terre ou de procédés appliqués à cette matière première, avec par exemple des publicités pour des pipes en terre endosmoïde : « le principe de l'endosmose a pour effet de faire pénétrer dans les interstices moléculaires de la terre blanche épurée une préparation qui fait complètement disparaître le goût âcre, sec, terreux que l'on sent aux pipes neuves, les rend douces, donne un culottage très noir et les empêche de monter »,.
La derle était extraite de la région d'Andenne, de la région de la Lesse ou d'Allemagne. L'extraction pouvait se faire à ciel ouvert, ou par puits verticaux et galeries latérales. Les poches étaient réduites, l'abattage et l'évacuation de la terre se faisaient manuellement.

## Processus de fabrication
La fabrication de la Maison Gambier n'a jamais eu, malgré le nombre d'ouvriers à la fin des années 1860, de caractère industriel : pas ou peu de machines, des moyens désuets, de nombreuses manipulations, etc..
La première étape était de préparer la matière première, en détrempant la terre à pipe une quinzaine de jours puis en la laissant sécher en tas sur une durée similaire. Et finalement en la malaxant pour homogénéiser cette derle. Une ébauche de la pipe, ou simplement de son fourneau lorsque le tuyau ne faisait pas corps avec le fourneau, était ensuite constituée. Lorsque le tuyau de la pipe était dans la même terre que le fourneau, ce tuyau était perforé sur toute sa longueur, avant le moulage, par un poinçon huilé. La pipe était ensuite enserrée dans un moule pour lui donner la forme souhaitée et l’intérieur du fourneau était évidé. Les bavures étaient ensuite supprimées et les bords du fourneau égalisés.
La qualité du moule était un élément différenciant pour la maison Gambier. Gravés et burinés en interne, ils étaient en bronze pour les modèles de pipes les plus chères, en fonte ou en aluminium pour les modèles ordinaires.
Les pipes séchaient ensuite quelques jours puis été enfournées pour la cuisson. Le chauffage du four, au bois très longtemps puis au charbon dans les dernières années, montait à 200 ou 300 °C, de quatre heures du matin à neuf heures du soir. Peintes avec un mélange de gomme adragante, de poudre teintée et d'eau, elles passaient ensuite à l'émaillage, par 1 000 °C pendant une vingtaine de minutes. Quelquefois, un traitement spécifique préparait le culottage de la pipe. Il ne restait plus ensuite qu'à les emballer et à les coliser.

## Décoration
Le catalogue Gambier constitue un témoignage original sur la société du XIXe siècle et XXe siècle, et sur l'art populaire. Les créateurs de moule ont tiré leur inspiration de thèmes très variés. On estime que la maison Gambier possédait plus de  1 600 modèles (1 250 moules dans l'inventaire de liquidation).
Les personnalités artistiques ou politiques y ont leur place, constituant un musée Grévin miniature :  
Diane de Poitiers,
Rembrandt, 
Rubens, 
Voltaire,
Mirabeau,
Maximilien Robespierre (qui a eu droit à plusieurs variantes),, 
Alexandre II de Russie,
Louis-Napoléon Bonaparte président de la République, et le même devenu l'empereur Napoléon III,
le général Boulanger,
Georges Laguerre, 
Léon Gambetta,
Jules Grévy, 
Niccolò Paganini, 
Benjamin Disraeli,
William Ewart Gladstone,
Léopold II de Belgique,
le Kaiser Guillaume II d'Allemagne, 
mais aussi, par exemple, Joseph-Amédée-Victor Capoul ou Cécile Ritter, chanteurs d'opéra, 
etc.
Le catalogue inclut un véritable bestiaire, avec chevaux, sangliers,
singes,
coqs,
hiboux,
griffes, etc.
Il emprunte également aux mythes et légendes, avec
Midas, 
Bacchus et ses Bacchantes,
Cupidon,
ses sorcières,
et ses monstres.
Les thèmes explorent encore d'autres domaines tels que la flore, l'armée ou le corps humain. Plus inattendues sont la prise en compte d'événements d'actualité  tels que 
la vache à Gambon, 
la Tour Eiffel,
le percement du canal de Suez,
ou de scènes de la vie quotidienne telle que Marguerite entrebâillant ses volants pour vider son pot de chambre dans la rue. Certains modèles ont eu un grand succès tels les pipes à la mouche au talon, ou bien sûr, le Jacob.
La grande majorité des créateurs de ces moules est restée anonyme. Mais au moins un artiste connu pour le reste de son œuvre n'a pas résisté au plaisir de créer quelques modèles de pipes Gambier, Dantan le Jeune. Outre son autoportrait, il a apporté son talent de caricaturiste pour croquer son collègue François-Gabriel Lépaulle, mais aussi quelques hommes de lettres tels que Victor Hugo, et Frédéric Soulié.

## Notoriété

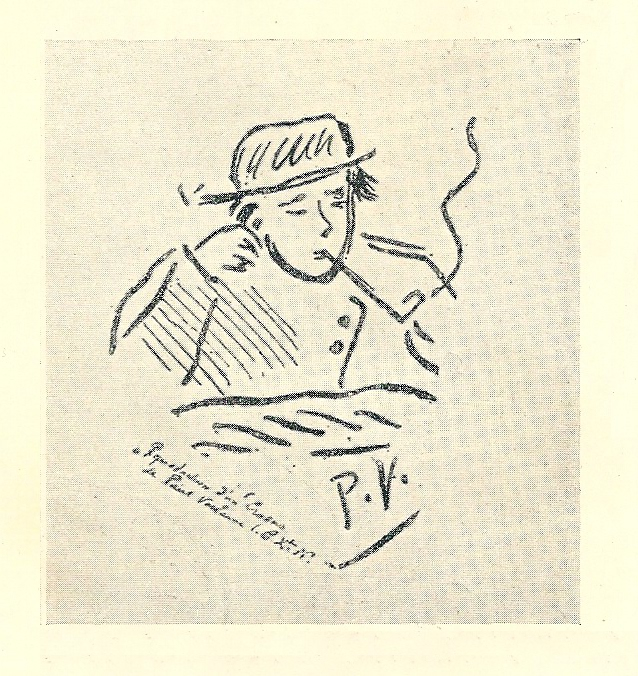
Rimbaud dessiné par Verlaine

Si des bureaux de vente sont ouverts à Paris dès 1846, la marque "GAMBIER à PARIS" est déposée au greffe du tribunal de commerce de Rocroi le 19 octobre 1858. La marque est déposée également dans quelques pays importateurs de ces pipes, dont l'Angleterre, un marché significatif, et les États-Unis.
Entre 1860 et 1880, l'activité de la Maison Gambier est florissante, la notoriété de l'entreprise est forte et ses produits populaires. La Gambier se retrouve dans la littérature de l'époque. Arthur Rimbaud cite ainsi deux marques de pipes dans ses premières poésies : l'Onnaing dans ce poème moqueur consacré à la Place de la Gare à Charleville, À la musique («Un bourgeois à boutons clairs, bedaine flamande,» / «Savoure son Onnaing d'où le tabac par brins » / «Déborde - Vous savez, c'est de la contrebande; » ) et la Gambier dans Oraison du soir («Je vis assis, tel qu'un ange aux mains d'un barbier,» / «Empoignant une chope à fortes cannelures,» / «L'hypogastre et le col cambrés, une Gambier » / «Aux dents, sous l'air gonflé d'impalpables voilures.»). Et Paul Verlaine, séjournant à l'hôpital, se décrit  dans un quatrain intitulé Plus d'infirmière... comme : « [...] un malade modèle» / «Qui fume à l'aise sa Gambier ...». Il tenait à sa Gambier à tête de coq autant qu'à son absinthe.

## Guerre commerciale contre les imitations

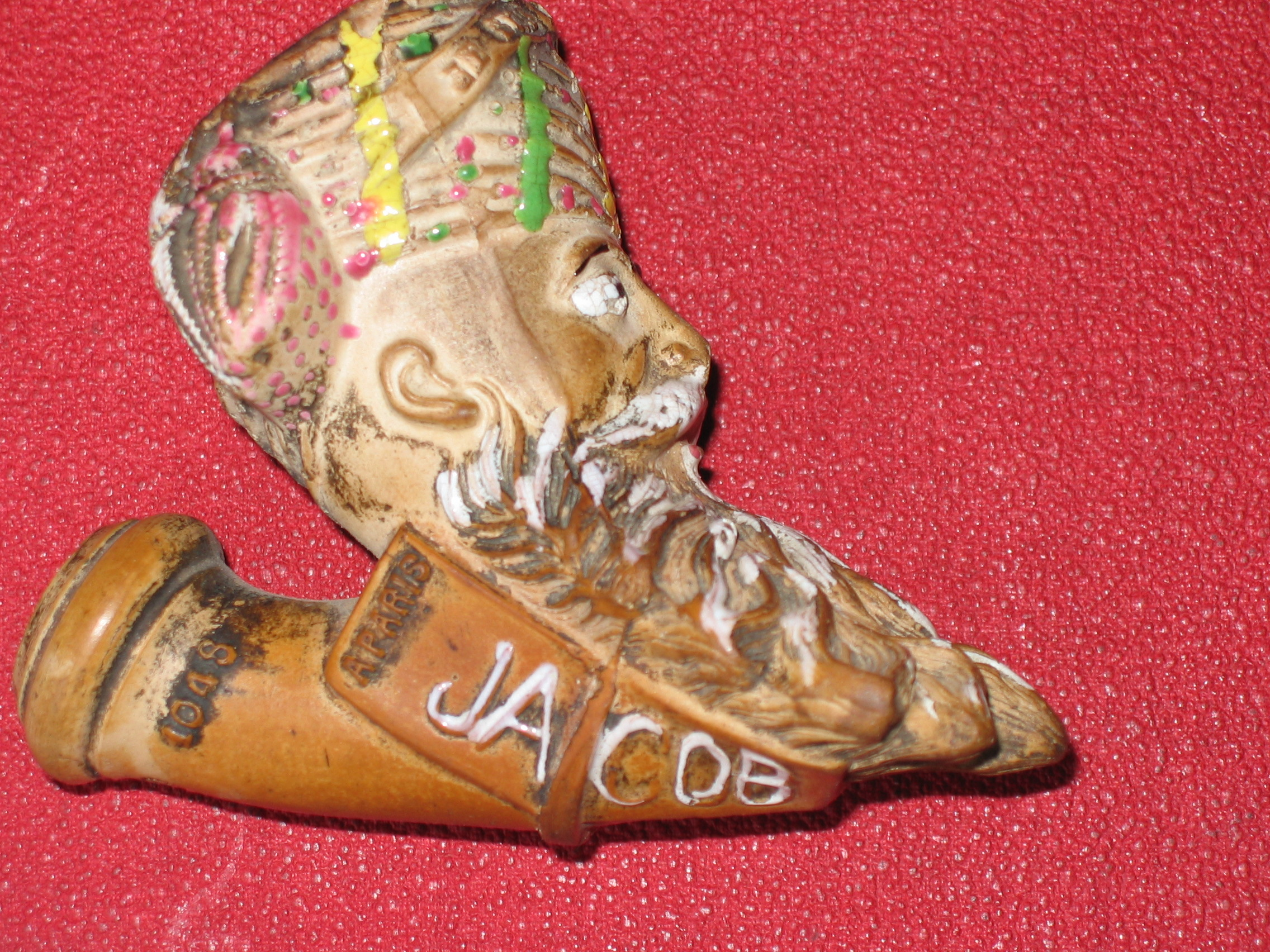
Modèle Jacob : un fourneau de pipe, de profil, avec le n° de modèle (1048), et dans le turban, le début de l'inscription : «Je suis le vrai Jacob»

La fabrique Gambier multiplie les mentions de sa marque sur ses produits  et lutte contre les imitations. Son modèle le plus vendu, le Jacob, produit en douze variantes (n°3, 9, 948, 998, 1008, 1008b, 1048, 1498, 1598, 1608, 1608a et 1618), est fortement plagié. Elle rajoute une phrase «Je suis le vrai Jacob» dans le turban de ce Jacob. Les fabricants Fiolet de Saint-Omer, Schmidt de Forbach et Scouflaire à Onnaing  mentionnent dès lors «Je suis le beau Jacob», Dutel et Giselon de Montereau «Voilà le bon Jacob», Job Clerc de Saint-Quentin-la-Poterie, «Le nouveau Jacob», Laville de Montluçon «Je suis le vrai», etc.,.
Des concurrents jouent de similitudes de noms : des pipes sont fabriquées sous les noms d'ANNIER ou AMBIER. Un fabricant de pipes de Rennes obtient d'un tonnelier de Montmagny se nommant Gambier d'utiliser son patronyme. Le fabricant breton est condamné en juin 1861 pour concurrence déloyale, un arrêt confirmé par la Cour de Paris en novembre 1862. Le jugement est à nouveau confirmé le 19 mai 1865. Une jurisprudence est ainsi créée sur l'utilisation abusive d'un patronyme comme nom commercial, lorsqu'elle est de nature à créer une confusion sur le fabricant réel d'un bien.
Mais une concurrence d'une tout autre nature fait chuter fortement les ventes de pipes en terre Gambier : le succès des pipes en bois, moins fragiles, puis de la cigarette, qui devient d'un usage populaire au début du XXe siècle.

### Sources sur le web
- Avant la bruyère, les pipes Gambier, sur le site www.pipe.fr, septembre 2017.
- « Les pipes en terre Gambier », sur le site www.pipegazette.com, juin 2010.
- « Givet, la sépulture des fondateurs des usines Gambier », sur le site avvincentphotos.
- « Les pipes Gambier », sur le site www.ardenne-insolite.com.
- (nl) « Pipes Gambier », sur le site gambierpipes.com.
- (en) « A Misleading Text », sur le site www.pijpenkabinet.nl.
- « Arrêt du 29 nov. 1862 de la Cour de Paris sur l'affaire Gambier/Picard cité en notes dans un recueil de jurisprudence », sur Gallica.
- « Usine de céramique (usine de pipes) Jean Gambier, actuellement collège », sur Cr-champagne-ardenne